# Fannia genualis
Fannia genualis är en tvåvingeart som först beskrevs av Stein 1895.  Fannia genualis ingår i släktet Fannia och familjen takdansflugor. Arten är reproducerande i Sverige. Inga underarter finns listade i Catalogue of Life.